# Neocalyptis krzeminskii
Neocalyptis krzeminskii es una especie de polilla del género Neocalyptis, categorizada en la tribu Archipini, de la subfamilia Tortricinae.

## Distribución
Se distribuye por Vietnam.

## Taxonomía
Fue descrita por Razowski en 1989 y publicada en (Neocalyptis), Bull. Acad. Pol. Sci.Sr. Sci. Biol 37: 304.